# VCSEL
垂直共振器型面発光レーザー（すいちょくきょうしんきがためんはっこうレーザー、英: Vertical Cavity Surface Emitting Laser）またはVCSEL（ヴィクセル）は、半導体レーザーの一種である。端面発光型半導体レーザーとは異なり、上面から垂直にレーザービームを放射する。レーザー装置そのものは数マイクロメートル以下と小さいが，図1のように大規模な2次元アレイ状に出来るなどの多くの特徴がある。コンピューターマウス、光通信、レーザープリンター、Face ID、スマートグラスなど様々な製品に使用されている。

## VCSELの特長と応用分野
一般的に半導体レーザーは基板面と平行方向に光を共振させその方向に光を出射させる。一方で、面発光レーザーは反射鏡に半導体もしくは誘電体の積層構造から成る高反射 分布ブラッグ反射器 （DBR）を用いることにより、基板面に対して垂直方向に光を共振させ面と垂直方向に出射させる。

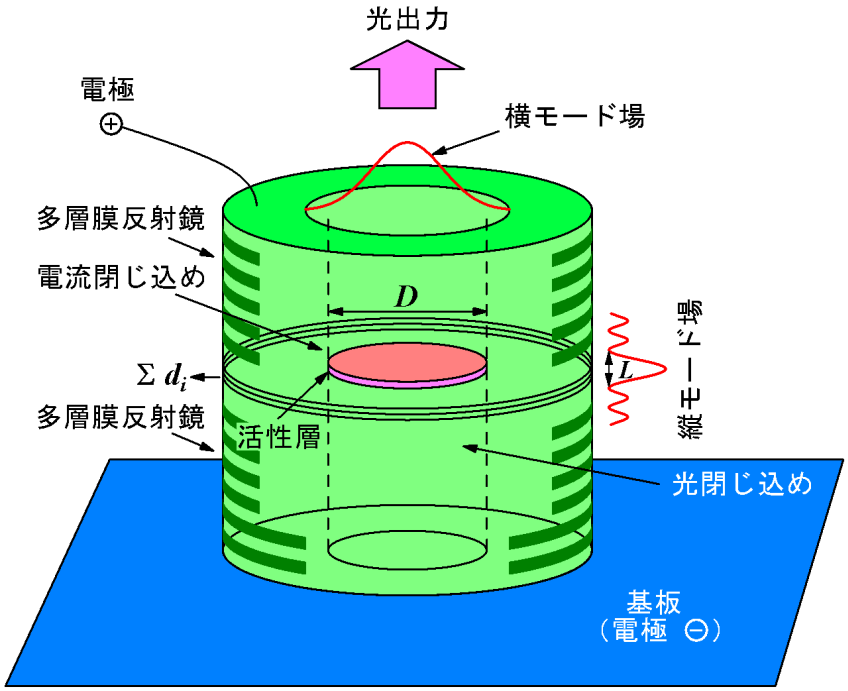
VCSELの構造

その構造から、製造工程では基板をへき開せずとも共振器の形成やレーザ特性の検査が可能であり大量生産に向いている、他の半導体レーザーに比べて比較的安価に製造が可能、2次元アレイにできる、などの特長を持つ。加えて、しきい値電流が小さいためシステムの消費電力が小さい、低電流でも高速変調が可能、温度変化に対する特性変化の幅が少なく温度制御装置が簡易化できる、など利点が多い。ギガビットイーサネットやファイバーチャンネルの光源、コンピュータマウス、レーザプリンター、光インターコネクトなどに応用が広がっている。2018年ごろから、スマートフォンの3次元顔認識、レーザーレーダー（LiDAR)、高出力アレイによるレーザー加工、光干渉断層撮影法（OCT）などの光センシングに広がりを見せている。

## 研究の歴史

### 発明とその動機
伊賀健一が1977年にこのデバイスを発明した。本技術は面発光レーザー (Surface Emitting Laser) と名付けられた。この発明の動機は以下であったという。
面発光レーザーの設定3条件:
1. 製作をモノリシックに行えること。つまり、シリコンLSIのように半導体ウエハ上に、結晶成長、エッチング、酸化、絶縁、電極付けなどを一連のプロセスでおこなえる。
2. 発振波長を単一にする。そのためには、50マイクロメートル以下の短共振器が適切であることを、伊賀は1976年の半導体レーザー国際会議で発表している[5]。
3. 発振波長の再現性が確保できる。製造過程において、設計した波長でレーザーを実現できる。

なお、マサチューセッツ工科大学（MIT）のIvars Melngailisによって面から発光するレーザーが1965年に発表されているが、これは当時まだへき開技術が成熟しておらず、研磨などによって反射鏡を作るという方法の一つとしてつくられたものであろう。バルク状の半導体で、強磁場、極低温、長い共振器で試されたもので、先の3条件を目的としたものとは異なる。また、その後の発展は認められていない。
面発光レーザーは1987年になって、高密度ディスプレイを形成する画像セルを意味する「ピクセル（pixel)」に倣って、VCSEL（垂直共振器面発光レーザー）と名付けられた。それは、水平型のファブリ・ペロ・レーザーの光を面方向に出射させるため、45°反射鏡型や二次回折格子を用いる方法が出て、区別するための目的であったが、他は廃れてしまった。

### 初期のデバイス

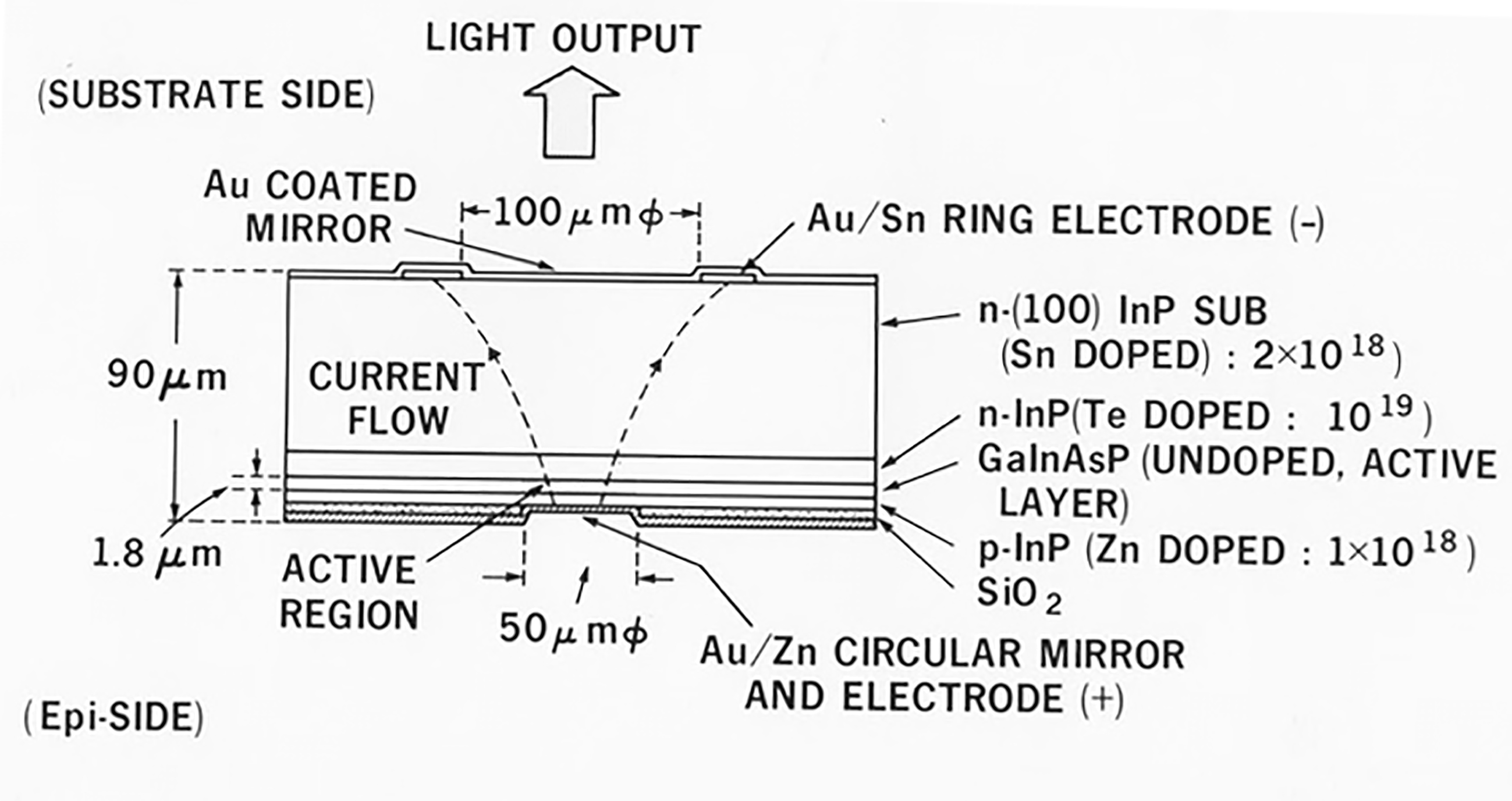
1979年に製作された最初の電流注入による面発光レーザー。

最初の段階では、この新しいデバイスを実現するために克服しなければならない多くの技術的課題があったとされる。主な課題は、比較的小さい光学利得、全体的な反射鏡品質、および効率的な電流注入法であった。最初のデバイスは、右図に示すような活性領域にGalnAsP-InP材料を使用して1979年に実現された。VCSELは1300ナノメートルの波長で動作し、デバイスの概略断面図を示す。GaInAsPを活性層とする二重ヘテロ構造を使用したこのVCSELは、InP基板上に成長させている。円形電極から電流を注入することで発光し、基板の上下に金属反射板を形成して共振器を形成する。パルス電流で駆動され、液体窒素を使用して77 Kに冷却された。800 mAでレーザー発振した。スペクトルを取得することが可能であり、レーザー発振を示すほどに狭かった。初期の試みで、しきい値は非常に高く通常のレーザーの20倍以上であった。

### 室温連続動作へ
1982年、伊賀らは長さ10マイクロメートルの共振器を備えたVCSELを製作し、明確なVCSEL発振を確認した。伊賀のグループは、液相エピタキシー（LPE）を使用して6 mAしきい値GaAsデバイスを備えた埋め込み閉じ込めVCSELを製作した。大きな進歩は、1988年に伊賀と小山（同じく東京工業大学）がGaAs基板上で波長894 nmの室温で連続動作（CW）を達成したことであろう。デバイスは有機金属化学気相成長法（MOCVD）によって成長させている。この成果により、VCSELの世界的な研究開発は加速した。また、1988年の半導体DBRのコンセプトとVCSELへの多重量子井戸の導入は、後年のVCSELの性能改善に貢献した。
VCSELの連続室温動作は、1989年にベル研究所のJack Jewellとその同僚によっても達成された。同じ頃、量子井戸の位置に共振点を一致させる概念は、Larry Coldrenとその同僚により提案され、後のしきい値の削減に貢献した。

### 開発競争

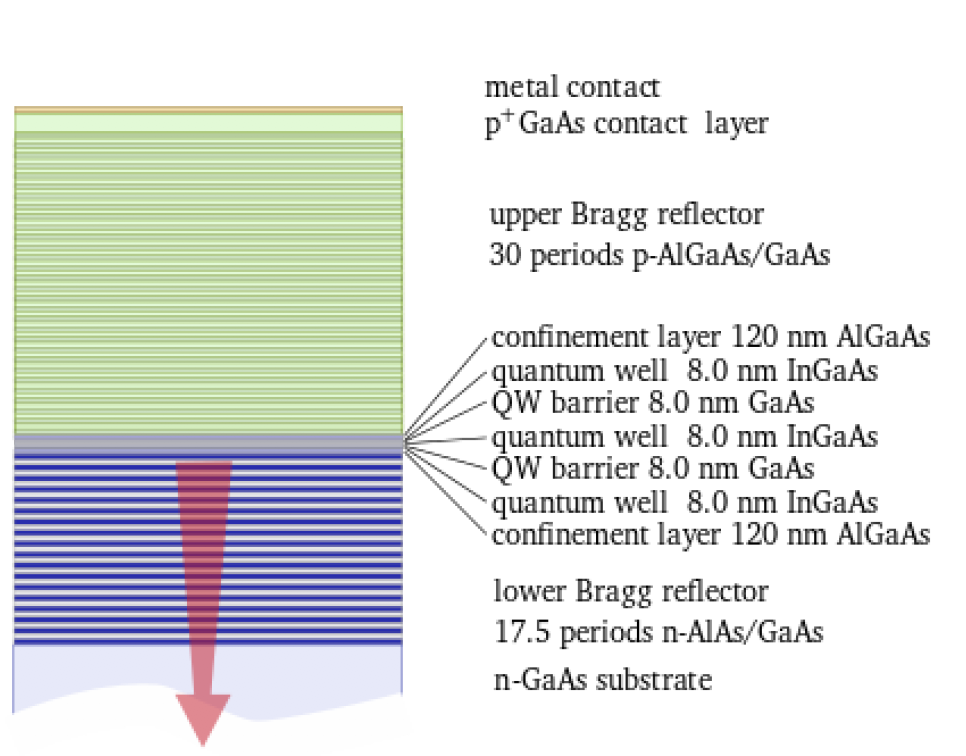
VCSELのモデル断面を示す。

1991年から2000年では、VCSEL研究の拡大、成長技術の進歩、およびデータ通信における新たな応用の需要が増してきた。最初の米国国防高等研究計画局（DARPA）の資金提供は、統合打撃戦闘機計画（JSFプログラム）によって推進された。光エレクトロニクスのための3つのセンターが大学で開始され、ハネウェル、モトローラ、およびヒューレット・パッカード等は、業界のプログラムに取り組んでいる主要企業で、重点を置いている分野には、大量生産技術、しきい値電流低減、横モード制御、酸化、偏波制御、波長掃引VCSEL、MEMSが含まれる。2Dアレイ、高速および高出力VCSEL、連続動作のInPベースのデバイス、量子井戸VCSELなども。これらは、VCSEL大量生産への加速期であり、多くの技術的および製造上の進歩があった。

## 応用の広がり

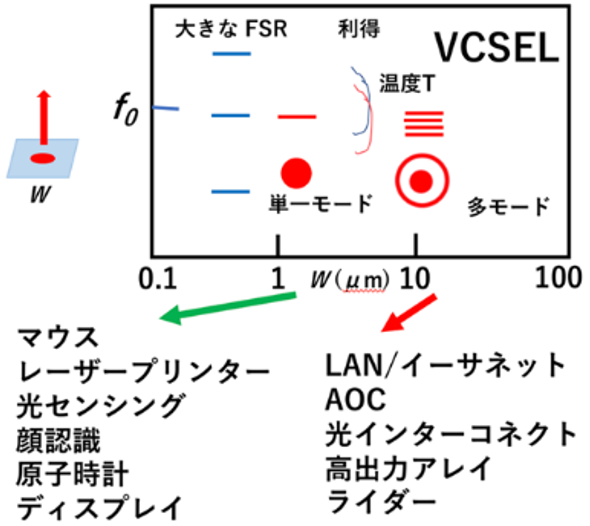
VCSELの応用分類（単一モードと多モード）

### 応用の拡大
冒頭部にも記述されているように、2000年からの商用化は、LAN、コンピューターマウス、レーザープリンターなどで拡大した。2000年にVCSELに関する総説論文が出版され、「そのサイズ、製造可能性、および電子機器の異種統合の潜在的な容易さは、さまざまな応用を広げる」と述べられている。そして、米国の第2次とも言うべきDARPAの研究投資が行われた。2000年以降の10年間では、高出力VCSELアレイ、高コントラスト回折格子、アサーマルVCSEL、結合共振器VCSEL、VCSELベースのスローライト光導波路デバイス、多波長VCSEL/WDM、量子ドットVCSEL、高帯域幅VCSEL（> 20 GHz）などのVCSEL技術の高度化が進んだ。
VCSELは大きさを活性層や光のモードサイズを変えるだけで、単一モードと多モードの動作をさせることが出来る。図8に示すように、直径が2マイクロメートル程度では単一モード動作で、干渉応用に使われるが出力が3 mW程度に限られる。8マイクロメートル以上だと多モードデバイスとなり，出力も数mW以上が得られる。干渉による雑音を抑える応用に使用される。ほとんどの市場が多モードと言ってよい。

### 産業化へ
2010年以降、VCSELはさまざまな光システムに適用され、産業として拡大している。主な分野を以下に列挙している。6インチ基板のGaAsウエハが年間1万枚以上で、2020年の市場規模は90億米ドルと言われる。
- 光通信（インターネット用LAN、光インターコネクト用のアクティブ光ケーブル〈AOC〉など）
- 光センシング（マウス、3D顔認証、LiDAR、OCT、ガスセンシング、原子時計など）
- 高出力アレイ応用（プリンター、赤外加熱、加工など）

## 面発光レーザー発展のマイルストーン
面発光レーザー研究開発の進展をたどったのが、下記のマイルストーン表である。
- 1977年 - 東京工業大学の伊賀健一により考案された[3][1]
- 1979年 - 最初の電流注入VCSEL (77 K, pulsed) [8]
- 1987年 - 6 mA VCSEL実現[11]
- 1987年 - VCSELと呼称[7]
- 1988年 - 最初の室温CW[12]
- 1988年 - 半導体DBR[13]
- 1989年 - QW VCSEL[14]
- 1989年 - Micro-post QW レーザーRT CW（ベル研究所）[15][16]
- 1989年 - Periodic gain提案（カリフォルニア大学サンタバーバラ校）
- 1990年 - AlGaAs酸化法（イリノイ大学）
- 1992年 - VCSEL機械的波長掃引法[24]
- 1995年-  低しきい値化の競争Ith < 0.1 mA
- 1995年 - MEMS波長掃引VCSEL (USB) [25]
- 1996年 - プロトン注入VCSELで商用化（ハネウェル）
- 1999年 - VCSEL LAN 2000
- 1999年 - 酸化狭窄VCSELの信頼性評価
- 2001年 - VCSELプリンター（富士ゼロックス、リコー）
- 2001年 - コンピューターマウス（ヒューレット・パッカード）
- 2002年 - 10G Ethernet標準化IEEE802.3ae
- 2003年 - 4Gb/s VCSELs（ハネウェル）
- 2006年 - High contrast grating（HCG) VCSEL (UCB)
- 2010年 - 100G Ethernet 標準化 IEEE802.3ba
- 2016年 - センシング用VCSELアレイ
- 2016年 - VCSEL WDMデータコム
- 2018年 - VCSEL 3D-センサー (iPhone X)
- 2018年 - 400G AOC（フィニサー（英語版）/II-VI）
- 2020年 - LiDAR（iPhone 12 Pro、iPad Pro 11"/12"）
- 2021年 - VCSEL大量生産へ[31][32][33]

## 関連文献
- [1978CAS] H. C. Casey and M. B. Panish: Heterostructure Lasers, Academic Press, New York (1978)
- [1980UTA] K. Utaka, Y. Suematsu, K. Kobayashi and H. Kawanishi, "GaInAsP/InP integrated twin-guide lasers with first-order distributed Bragg reflectors at 1.3 wavelength", Jpn. J. Appl. Phys., Vol.19, No.2, pp.L137-L140, Feb. 1980.
- [1982ARA] Y. Arakawa and H. Sakaki, “Multidimensional quantum well laser and temperature dependence of its threshold current”, Appl. Phys. Lett., Vol. 40, pp.939-941, 1982.
- [1985ARA] Y. Arakawa and A. Yariv, “Theory of gain, modulation response and spectral linewidth in AlGaAs quantum well lasers”, IEEE J. Quantum Electron., Vol. QE-21, No. 10, pp. 1666-1674, Oct. 1985.
- [1985ASA] M. Asada and Y. Suematsu, IEEE J. QE, vol. QE-21, p. 434(1985)
- [1986ASA] M. Asada, Y. Miyamoto and Y. Suematsu, “Gain and the threshold of three-dimensional quantum-box lasers”, IEEE J. Quantum Electron., Vol. QE-22, pp.1915-1921, 1986.
- [1988IGA] K. Iga, F. Koyama, and S. Kinoshita: “Surface emitting semiconductor laser,” IEEE J. Quant. Electron., vol. QE-24, no.9, pp. 1845-1855, Sept. (1988).
- [1989KOY] F. Koyama, S. Kinoshita, and K. Iga: “Room-temperature continuous wave lasing characteristics of GaAs vertical cavity surface-emitting laser,” Appl. Phys. Lett. vol. 55, no. 3, pp.221-222 (1989).
- [1991YAR] A. Yariv:"Optical Electronics", 1991.
- [1994COL] L. A. Coldren, S. Corzine, and M. L. Masanovic: "Diode Lasers and Integrated Optics", Wiley, 1994?.
- [1994IGA] K. Iga: "Fundamentals of Laser Optics", Plenum, p. 173, (1994).
- [1995CHU] S. L. Chuang: "Physics of Optoelectronic Devices", John Wiley & Sons, New York, 1995.
- [1997JUN] C. Jung, R. Jäger, M. Grabherr, P. Schnitzer, R. Michalzik, B. Weigl, S. Muller, and K. J. Ebeling: “4.8 mW single mode oxide confined top-surface emitting vertical-cavity laser diodes,” Electron. Lett., vol. 33, no. 21, pp. 1790-1791 (1997).
- [2003TAT] J. A. Tatum and J. K. Guenter:"The VCSELS are coming", Proc. SPIE 4994, Vertical-Cavity Surface-Emitting Lasers VII, 17 June 2003;
- [2014KOY] Koyama F.: "Advances and new functions of VCSEL photonics", Special Section: The Commemoration of the 20th Anniversary of the Optical Review, Optical Review, Vol.  21, pp. 893–904, Nov. 2014.
- [2014SUE] Y. Suematsu, “Dynamic Single Mode Lasers,” J. Lightwave Tech., vol.32, no.6, pp. 1144-1158, March 2014.
- [2018PAD] B. D. Padullaparthi et. al. ‘High Volume Manufacturing of VCSELs for Datacom & Sensing’, Industry Panel Discussions, Th4, pp: 51, International Nano-Optoelectronics Workshop (i-NOW) 2018, UC Berkeley, USA.
- [2020IGAa] K. Iga, "VCSEL Odyssey", SPIE Book, No. PM318, September 1, 2020.
- [2020IGAb] K. Iga and G. Hatakoshi. "Treasure Microbox of Optoelectronics", Adcom-Media Co. Ltd. Tokyo, April 25, 2020. (PDF Japanese language version)
- [2020IGAd] Kenichi Iga, "VCSEL: born small and grown big," Proc. SPIE 11263, Vertical External Cavity Surface Emitting Lasers (VECSELs) X, 1126302 (2 March 2020); doi: 10.1117/12.2554953
- [2020KOY] Koyama F.: "High power VCSEL amplifier for 3D sensing", CLEO-2020, STu4M.3, 2020.
- [2021PAD] B. D. Padullaparthi, “Impact of neff of 850nm VCSEL cavity on low noise for 100G eSR4 transmission and its potential for 400G Datacenter Optical Interconnects” Proc. SPIE 11704 11704-24 (2021) DOI: 10.1117/12.475724